# Македонски део пакла
„Македонски део пакла” (мкд. Македонски дел од пеколот) је југословенски и македонски филм први пут приказан 21. октобра 1971. године. Режирао га је Ватрослав Мимица а сценарио су написали Славко Јаневски, Ватрослав Мимица и Панде Тасковски.

## Радња
Време и место дешавања радње је Други светски рат, Битољ. Македонски доушник јавља шефу бугарске полиције да се у његовом селу налази чувени Учитељ, вођа македонског партизанског покрета отпора. Генерал бугарске окупационе војске наређује поход на село. Слабе партизанске снаге убрзо су савладане, а Учитељ се скрива у кући повратника из Америке званог Џо. Бугари узимају мушкарце као таоце, претећи да ће их убити ако Учитељ не буде изручен...

## Улоге
| Глумац                   | Улога                                      |
| ------------------------ | ------------------------------------------ |
| Дарко Дамевски           | Тодор Ангелов-Даскалот (као Дарко Дамески) |
| Павле Вуисић             | Јосиф Џо (као Павле Вуисикј)               |
| Фабијан Шоваговић        | Бугарски пуковник (као Фабијан Соваговикј) |
| Милена Дравић            | Велика (као Милена Дравикј)                |
| Неда Спасојевић          | Неда (као Неда Спасоевикј)                 |
| Илија Милчин             | Полицијски начелник                        |
| Петре Прличко            | Лоце                                       |
| Едо Перочевић            | Диме Павтар (ас Едо Перочевикј)            |
| Нада Гешовска            | Пача                                       |
| Никола Коле Ангеловски   | Цане                                       |
| Ацо Јовановски           | Коста                                      |
| Звонимир Чрнко           | Шишманов                                   |
| Стојан Столе Аранђеловић | Бугарски војник                            |
| Шишман Ангеловски        | Полицајац                                  |
| Вукан Диневски           | Бугарски официр                            |
| Љубиша Трајковски        |                                            |
| Петре Арсовски           | Панде Кајзер                               |
| Виолета Шапковска        |                                            |
| Предраг Дишљенковић      | (as Predrag Disljenkovikj)                 |
| Вукосава Донева          |                                            |
| Мара Исаја               |                                            |
| Лиле Георгиева           |                                            |
| Ацо Стефановски          |                                            |
| Петар Стојковски         |                                            |
| Игор Џамбазов            | Трајче                                     |
| Владимир Гравчевски      |                                            |

Остале улоге  ▼
| Глумац                    | Улога                              |
| ------------------------- | ---------------------------------- |
| Димитар Зози              |                                    |
| Димче Трајковски          |                                    |
| Тасе Кочовски             |                                    |
| Ратка Ћоревска            |                                    |
| Гјоргји Колозов           |                                    |
| Блашка Дишљенковић        |                                    |
| Елена Тешанова            |                                    |
| Димче Стефановски         |                                    |
| Димитар Илиевски          |                                    |
| Станко Стоилков           |                                    |
| Олга Наумовска            |                                    |
| Коста Џековски            |                                    |
| Панче Камџик              |                                    |
| Јосиф Јосифовски          |                                    |
| Снежана Рабаџиска         | Партизанка                         |
| Мето Јовановски           | Партизан (као Методија Јовановски) |
| Гоце Влахов               |                                    |
| Боби Бурековић            |                                    |
| Бошко Дејановски          |                                    |
| Благоја Анчевски          |                                    |
| Томе Моловски             |                                    |
| Благоја Спиркоски Џумерко | Бугарски полицајац                 |

## Награде
- Ниш 72' - Награда за женску епизодну улогу Нади Гешоској[1][2]